# 贵州香花藤
贵州香花藤（学名：Aganosma navaillei）为夹竹桃科香花藤属的植物。分布在中国大陆的贵州、云南等地，生长于海拔170米至900米的地区，一般生长在山地疏林中及常攀援树上，目前尚未由人工引种栽培。